# O'zbekiston Milliy Teleradiokompaniyasi
O'zbekiston Milliy Teleradiokompaniyasi (in uzbeco Ўзбекистон Миллий телерадиокомпанияси?), nota anche con l'acronimo MTRK, è l'ente radiotelevisivo pubblico dell'Uzbekistan. 
Trasmette dalla capitale Taškent in uzbeco e in russo.

## Storia
La radio in Uzbekistan fu fondata nel 1924, 2 anni dopo la nascita dell'Unione Sovietica. 
Radio Uzbekistan, in particolare, iniziò le sue trasmissioni nel 1926.
La televisione, invece, cominciò le sue sperimentazioni nel 1931 e passò alle trasmissioni regolari il 5 novembre 1956 nella capitale Taškent.
Contestualmente fu creato il "Centro televisivo repubblicano" (RTM), il cui compito era ed è tutt'oggi fornire supporto tecnico ai programmi televisivi.
Nel 1957 radio e televisione furono riunite dando vita al "Comitato per la radiodiffusione e la televisione dell'Uzbekistan".
Nel 1966 fu fondata la Republican Broadcasting and Recording House (RROYU), composta da 11 laboratori e dipartimenti, il cui compito principale era, così come oggi, assistere le trasmissioni radiofoniche dal punto di vista tecnico.
Nel 1970 fu fondato lo studio "Uzbekitelefilm", all'interno della redazione della televisione.
Nello studio si realizzavano documentari e lungometraggi e si effettuavano doppiaggi di programmi stranieri in uzbeco e in russo.
Nel 1987 fu istituita la Direzione dei gruppi artistici all'interno della Compagnia di radiodiffusione dell'Uzbekistan, composta da 7 gruppi: orchestra folk strumentale, orchestra sinfonica, coro, ensemble "Magom" intitolato a Y. Rajabi, ensemble "Dutorchilar", orchestra da camera, coro di bambini "Bulbulcha".
Nel 1991, a seguito della dissoluzione dell'URSS, l'Uzbekistan divenne indipendente.
Il 7 gennaio 1992 l'azienda fu trasformata nella "Compagnia di radiotelevisione statale dell'Uzbekistan", e con il decreto del Presidente della Repubblica del 7 maggio 1996 fu trasformata ancora nella "Compagnia di radiotelevisione dell'Uzbekistan" ("Uzteleradio").
A inizio 2013 MTRK, passando alla tecnologia digitale terrestre, cominciò a lanciare nuovi canali, tra i quali i primi due furono Madaniyat va Maʼrifat (cultura e intrattenimento) e Dunyo boʻylab (viaggi e documentari). Alla fine dell'anno ne furono attivati altri quattro usando le frequenze di alcune reti private che nel frattempo erano state chiuse dalle autorità uzbeche.
Nello stesso periodo il sito internet di MTRK fu oggetto di attacchi hacker, probabilmente per motivi politici.
Tutte le comunicazioni e le relazioni estere di Uzteleradio si svolgono attraverso il Dipartimento delle Relazioni Internazionali.
MTRK intrattiene rapporti di cooperazione con società televisive di vari Paesi del mondo, tra cui Germania, Russia, Polonia, Francia, Egitto, Cina e Turchia; in particolare con MDR-ARD, CNN, DW, NHK, TBS, Fuji Television, KBS e TRT.
Il programma Akhborot della televisione uzbeka viene trasmesso su Internet in collaborazione con il consorzio statunitense SCOLA.
In collaborazione con l'azienda tedesca Siemens in tutti i negozi di ferramenta sono stati installati apparecchi digitali.

## Programmi
- Sho'rdanak;
- O'zingli Angla, programma di didattica sulla lingua inglese;
- Dilbar Navolar, programma musicale,
- Baliq Ovi, rubrica di pesca;
- Xit 10, hit parade musicale;
- Ekspeditsiya, programma d'avventura;
- Demak-Yemak, programma di cucina;
- Biznes Revyu, rubrica di economia e finanza;
- Quvnoq Alifbo, programma didattico per bambini;
- Oydin Hayot;
- Xush Kelibsiz;
- Ertakchi Bolajonlar, programma per bambini;
- Vatanparvar;
- Assalom O'zbekiston!;
- Maktub;
- Agroolam;
- Rassom Bolajon, programma per bambini;
- Dil Daftari;
- Munosabat;
- Vsë o turisme;
- Bilag'on Bolajon, programma per bambini;
- Ko'zgudagi Biz;
- Achborot 24, notiziario;
- Poytaxt Yo'llarida;
- Bog'bon Bolajon, programma per bambini.

## Servizi
I programmi di Uzteleradiokompany vengono trasmessi in uzbeco, russo, kazako, kirghiso, tagico, uiguro, turco, coreano e tedesco.

### Canali televisivi

#### Nazionali
- O'zbekiston, canale generalista;
- Uzbekistan, versione satellitare di O'zbekiston;
- Yoshlar, canale rivolto ai giovani;
- Sport, canale dedicato allo sport;
- UzHD, canale in alta definizione;
- Madaniyat va Maʼrifat, rete specializzata in cultura e intrattenimento;
- Dunyo Boʻylab, rete rivolta all'estero;
- Bolajon, canale per bambini, derivato da Yoshlar;
- Navo, canale musicale, derivato da Yoshlar;
- Oilaviy, canale per la famiglia, derivato da O'zbekiston;
- Diyor, rete dedicata alla storia del Paese;
- Kinoteatr, canale di cinema, derivato da Dunyo Bo'ylab;
- Mahalla, rete di costume e società;
- O'zbekiston 24, canale d'informazione;
- O'zbekiston tarixi, canale di storia;
- Foreign Languages, rete didattica specializzata nelle lingue straniere.

#### Regionali
- Andijon (Andijan)
- Buxoro (Bukhara)
- Farg‘ona (Fergana)
- Jizzax (Jizzax)
- Namangan (Namangan)
- Navoiy (Navoiy)
- Qaraqalpaqstan (Karakalpakstan)
- Qashqadaryo (Kashkadarya)
- Samarqand (Samarcanda)
- Sirdaryo (Sirdaryo)
- Surxondaryo, (Surkhandarya)
- Toshkent, (Taškent - copre tutto l'Uzbekistan)
- Xorazm, (Khorezm)

### Stazioni radiofoniche
- O'zbekiston FM 103.1, stazione radiofonica generalista nazionale;
- Yoshlar FM 104, stazione rivolta ai giovani;
- Toshkent, stazione sulle attività della capitale;
- Mahalla FM 107.8, stazione radio su costume e società;
- Radio O‘zbekiston 24, stazione radiofonica d'informazione 24 ore su 24.

## Ricezione

### Satellite[11]
| Satellite          | NSS 12 | TurkmenÄlem/Monacosat |
| Posizione orbitale | 57.0° E | 52.0° E |
| Canali             | O'zbekiston, Kinoteatr, O‘zbekiston 24, Sport, Foreign Languages, Toshkent, Mahalla, Dunyo Boʻylab, Bolajon, Madaniyat va Maʼrifat, Yoshlar, Navo, O'zbekiston tarixi, O'zbekiston FM 103.1, Mahalla FM 107.8 | O'zbekiston, Kinoteatr, O‘zbekiston 24, Sport, Foreign Languages, Toshkent, Mahalla, Dunyo Boʻylab, Bolajon, Madaniyat va Maʼrifat, Yoshlar, Navo, O'zbekiston tarixi, O'zbekiston FM 103.1, Mahalla FM 107.8 |
| Frequenza          | 11610 | 10887 |
| Polarizzazione     | Orizzontale | Orizzontale |
| SR                 | 20200 | 30000 |
| FEC                | 3/4 | 3/4 |
| Modulazione        | 8PSK | 8PSK |

### Digitale terrestre
I canali di MTRK sono diffusi in standard DVB-T HD.

### Streaming
I servizi TV e radio di MTRK sono disponibili in streaming.